# عدد روشکو
عدد روشکو(به انگلیسی: Roshko number) یک عدد بی بعد می باشد که در دینامیک سیالات برای توصیف رفتار سیالات متلاطم استفاده می شود.عدد روشکو به افتخار هوانورد آمریکایی آناتول روشکو(به انگلیسی: Anatol Roshko) نامگذاری شده است.این عدد که با نماد {\displaystyle Ro} نشان داده می‌شود به صورت زیر تعریف می شود:
{\displaystyle {\mathit {Ro}}={St}{Re}={fL^{2} \over \nu }}
که در این رابطه {\displaystyle Ro} عدد بدون بعد روشکو،{\displaystyle St} عدد بدون بعد استروهال،{\displaystyle Re} عدد بدون بعد رینولدز،f فرکانس تلاطم سیال،{\displaystyle L} طول مشخصه(مثلاً قطر هیدرولیکی) و ν ویسکوزیته سینماتیک سیال می باشد.